# Tshoma
Tshoma Dzong, Chinees: Comai Xian is een arrondissement in de prefectuur Lhokha (Shannan) in de Tibetaanse Autonome Regio (TAR), China. Het ligt centraal in Lhokha en ten zuidoosten in de TAR. In 1999 telde het arrondissement 13.477 inwoners. De gemiddelde jaarlijkse temperatuur is -3 °C en jaarlijks valt er gemiddeld 400 mm neerslag.
Tshoma staat bekend om het hondenras Tibetaanse mastiff.